# 人群控管
人群控管（英語：Crowd Control），又稱人群管理、人群管制、群体管控，通常是指对人群组织的管理引导和反暴力控制，应对群体性事件中可能发生的骚乱、暴力及暴動等突發情況。

## 工具
可以用鐵馬、排隊欄桿等工具引導人群的移動方向，並用娛樂表演、遮陽或遮雨棚、空調等方式讓人願意待在特定的地方。在人群失控時，防暴手段包括催淚瓦斯、水槍等。

## 人員
保安員、防暴警察。

## 相關參見
- 球迷騷亂
- 踩踏事故